# Friedrich Müller (püspök, 1884–1969)
Ifj. Friedrich Müller (Hosszúaszó, 1884. október 10. – Nagyszeben, 1969. február 1.) erdélyi szász evangélikus püspök és történész. Szülőfaluja német neve után a Friedrich Müller-Langenthal nevet használta.

## Élete
Szüleinek 1887-ben bekövetkezett korai halála után nagynénje nevelte. A gimnáziumot Nagyszebenben végezte, majd matematika-fizikát, utóbb történelmet, filozófiát és teológiát tanult Lipcsében (1903-1905), Kolozsváron (1905-1906), Bécsben (1906) és Berlinben (1907-1909). Miután 1911-ben tanári vizsgát tett, 1917-ig Brassóban tanított, közben néhány hónapig a Kronstädter Zeitung munkatársa volt. 1917-1921 között a segesvári egyházkerületi tanítói szeminárium igazgatója volt, 1922-1928 között pedig iskolai tanácsos Nagyszebenben. 1928-1945-ig nagyszebeni városi plébános volt, utána 1945-ig püspöki vikárius, 1945-1969 között pedig az evangélikus egyház püspöke. 1933–1945 között a Verein für siebenbürgische Landeskunde elnöki tisztségét is betöltötte.
Egyházi vezetőként az 1930-as – 1940-es években felismerte, hogy a nemzetiszocialista út veszélyt jelent a nép és az egyház számára, ezért ellenállt annak, hogy az egyházi iskolákat átadják a Volksgruppe részére. Nem tudta viszont megakadályozni azonban az 1942-es szerződéskötést az evangélikus egyház és a Volksgruppe között. Ez a szerződés 1945 után hátrányos következményekkel járt a német tanügyre és tanárokra, akiket összességében nemzetiszocialista beállítottságúnak tekintettek.
A püspöki megbízatást a háború vége előtt, de már a szovjet csapatok bevonulása és az erdélyi német lakosság kényszermunkára hurcolása után kapta. Meg kellett tehát szerveznie a magukra maradt öregek és árvák ellátását és át kellett alakítania az egyházi életet a megváltozott viszonyoknak megfelelően. Munkásságával sikerült megőriznie az egyházat, az erdélyi szászok egyedüli megmaradt intézményét; ennek során igyekezett a nemzetközi lutheránus közösség segítségéhez folyamodni. 1964-ben a Román Népköztársaság Ágostai Hitvallású Evangélikus Egyházát felvették a Lutheránus Világszövetségbe.
Müller taktikai okokból személyes kapcsolatokat ápolt a kommunista funkcionáriusokkal, hűségnyilatkozatokat tett a rezsimnek, részt vett az állami szervezésű békemozgalmakban, tagja volt a Nagy Nemzetgyűlésnek. Ő kötötte meg a németországi evangélikus egyházzal azt a sokat vitatott megállapodást, amelynek értelmében a Romániából kitelepült evangélikus lelkészek az NSZK-ban nem léphettek egyházi szolgálatba.

## Művei
- Die Siebenbürger Sachsen und ihr Land, Berlin, 1912
- Lehrbuch der Geschichte Romäniens, Nagyszeben, 1921
- Die Geschichte unseres Volkes. Bilder aus der Vergangenheit und Gegenwart der Deutschen in Rumänien, Nagyszeben, 1926
- Vom Werden und Wesen des siebenbürgisch-sächsischen Bauerntums, in »Klingsor« 4, 1927, 9-19, 64-69, 89-96, 148-155
- Was ist Offenbarung? Anruf zur Besinnung auf den wahren Lebensgrund an Menschen unserer Zeit, Nagyszeben, 1931
- Wandlung der geschichtlichen Hauptaufgaben unseres Volkes im Laufe seiner Entwicklung und seine Anpassung daran, in »Siebenbürgische Vierteljahresschrift« 55, 1932, 286-299
- Völkerentwicklung unter dem Christentum, in »Deutsche Theologie« 1935, 340-354, 380-400
- Berufung und Erwählung. Eine exegetische Studie, in ZSTh 24, 1955, 38-71
- Geschichtswirksamkeit des Evangeliums in seinem luth. Verständnis. Zwei Aufsätze, Stuttgart, 1956
- Die geschichtliche Wurzeln der Straffreiheit der ev. Kirche Siebenbürgens, in »Zur Rechts- und Siedlungsgesch. der Siebenbürger Sachsen« (= Siebenbürgisches Archiv Bd. 8), Köln-Wien 1971, 1-36
- Predigten, Nagyszeben, 1993
- Erinnerungen (= Schriften zur Siebenbürgischen Landeskunde), Köln-Weimar-Bukarest, 1993